# Sprengniet
Ein Sprengniet ist ein heute nicht mehr gebräuchliches Verbindungsmittel im Flugzeugbau und Stahlbau.
Es wurde Mitte der 1930er-Jahre von dem für Heinkel tätigen Ingenieur Karl Butter (1908–1997) entwickelt. Dieser war von seinem Bruder Otto Butter, einem seit 1931 für die Ernst Heinkel Flugzeugwerke tätigen Flugzeugkonstrukteur, um Hilfe zu dem Problem des Nietens an nur einseitig zugänglichen Konstruktionsteilen gebeten worden. Er antwortete in einem Brief vom 7. Oktober 1934 mit dem Vorschlag des Sprengnietverfahrens. Ab dem 1. November 1935 war Karl Butter bei Heinkel beschäftigt – erst als freier Mitarbeiter, dann ein Jahr später fest eingestellt.
Ernst Heinkel ließ den Sprengniet am 1. Dezember 1936 patentieren. Die amerikanischen Firmen DuPont und American Explosive Rivet Company in Baltimore erwarben 1939 von Ernst Heinkel die Rechte für die Sprengnietung in Nordamerika.

## Verfahren
Ein Hohlraum im Nietende ist dabei mit Sprengstoff gefüllt. Der Niet wird in die Bohrung eingeführt. Anschließend wird er mit einem Gasbrenner oder einem aufgesetzten heißen Metallstück (Lötkolben) erhitzt, wodurch die Sprengladung explodiert und den Niet aufpilzt.
Vorteil ist, dass auch nur einseitig zugängliche Nietstellen verbunden werden können (zum Beispiel Befestigung an Rohren oder geschlossenen Vierkantprofilen). Zudem erlaubt der Sprengniet im Gegensatz zu den sonst üblichen Hohlnieten eine flüssigkeits- und gasdichte Vernietung.
Die körperliche Anstrengung beim manuellen Vernieten großer Nietdurchmesser entfällt; das Verfahren ist zudem effizienter, da das zeitraubende Formen des Nietkopfes entfällt und keine zweite Person zum Gegenhalten erforderlich ist.
Wegen des allgemeinen Rückganges des Nietens als Verbindungsmittel im Stahlbau gegenüber Schweißen und Verschraubung, der Probleme beim Umgang mit Explosivstoffen und der Verfügbarkeit anderer Formen von Blindnieten ist der Sprengniet nicht mehr gebräuchlich.
Ähnliche Verfahren wurden mit Wasser als Treibmittel erprobt, das durch Anlegen von Hochspannung zum schlagartigen Verdampfen gebracht wurde.

## Verwendung
Bei der Produktion der Heinkel He 114 kam die Sprengnietung erstmals serienmäßig zum Einsatz. Im Zweiten Weltkrieg kam das Verfahren auch bei der Notreparatur von Kampfflugzeugen zum Einsatz, da auf aufwändige Demontagen verzichtet werden konnte.